# Mekarharja
Mekarharja is een bestuurslaag in het regentschap Banjar van de provincie West-Java, Indonesië. Mekarharja telt 4321 inwoners (volkstelling 2010).